# Keenan Wynn
Francis Xavier Aloysius James Jeremiah Keenan Wynn (ur. 27 lipca 1916 w Nowym Jorku, zm. 14 października 1986 w Los Angeles) – amerykański aktor filmowy i telewizyjny.

## Filmografia

### Filmy fabularne
- 1942: Odnajdę cię wszędzie (Somewhere I`ll Find You) jako sierżant Tom Purdy
- 1942: Dla mnie i mojej dziewczyny (For Me and My Gal) jako Eddie Milton
- 1944: Od kiedy cię nie ma (Since You Went Away) jako pułkownik Solomon
- 1947: Handlarze (The Hucksters) jako Buddy Hare
- 1948: Trzej muszkieterowie jako Planchet
- 1949: Córka Neptuna (Neptune's Daughter) jako Joe Backett
- 1950: Trzy krótkie słowa jako Charlie Kope
- 1950: Rekord Annie (Annie Get Your Gun) jako Charlie Davenport
- 1951: Królewskie wesele (Three Little Words) jako Irving Klinger / Edgar Klinger
- 1951: Arena walki (Battle Circus) jako sierżant Orvil Statt
- 1951: Pocałuj mnie Kasiu (Kiss Me Kate ) jako Lippy
- 1955: Szklany pantofelek (The Glass Slipper) jako Kovin
- 1956: Człowiek w szarym garniturze (The Man in the Gray Flannel Suit) jako sierżant Caesar Gardella
- 1958: Dziura w głowie (A Hole in a Head) jako Jerry Marks
- 1958: Dotyk zła (Touch of Evil) jako barman
- 1961: Latający profesor jako Alonzo P. Hawk
- 1964: Doktor Strangelove, czyli jak przestałem się martwić i pokochałem bombę jako pułkownik Bat Guano
- 1965: Wielki wyścig (The Great Race) jako Hezekiah Sturdy
- 1966: Ringo Kid jako Luke Plummer, zabójca
- 1967: Zbieg z Alcatraz (Point Blank) jako Yost
- 1967: Wóz pancerny (The War Wagon) jako Wes Fletcher
- 1967: Witajcie w Ciężkich Czasach jako Zar
- 1968: Pewnego razu na Dzikim Zachodzie jako szeryf
- 1968: Tęcza Finiana (Finian's Rainbow) jako senator Billboard Rawkins
- 1969: Złoto MacKenny (Mackenna's Gold) jako Sanchez
- 1971: Ładne dziewczyny ustawiają się w szeregu jako szef policji John Poldaski
- 1974: Garbi znowu w trasie (Herbie Rides Again)
- 1975: Nashville jako pan Green
- 1977: Orka – wieloryb zabójca (Orca) jako Novak
- 1978: Pirania (Piranha) jako Jack
- 1979: Rękawica (The Glove) jako Bill Schwartz
- 1979: Opalenizna (Sunburn) jako Mark Elmes
- 1982: Najlepsi przyjaciele (Best Friends) jako Tom Babson
- 1982: Ostatni jednorożec (The Last Unicorn) jako kpt. Cully / Harpy (głos)
- 1986: Wschód Czarnego Księżyca (Black Moon Rising) jako Iron John

### Seriale TV
- 1959: Nietykalni (The Untouchables) jako Augie 'The Banker' Ciamino
- 1961: Nietykalni (The Untouchables) jako Joe Fuselli
- 1962: Combat! jako Brannigan
- 1964: Bonanza jako sierżant O’Rourke
- 1966: Combat! jako pułkownik Clyde
- 1972: Hawaii Five-O jako Hummel
- 1979-80: Dallas jako Digger Barnes
- 1982: Największy amerykański bohater jako Ira Hagert
- 1983: Taxi jako Leo
- 1983: Hardcastle i McCormick jako Henry Willard
- 1984: Opowieści z ciemnej strony (Tales from Darkside) jako Duncan
- 1985: Autostrada do nieba (Highway to Heaven) jako Doc Brisby